# Žuč
Žuč (izvirno srbsko Жуч) je naselje v Srbiji, ki upravno spada pod Občino Kuršumlija; slednja pa je del Topliškega upravnega okraja.

## Demografija
V naselju, katerega izvirno (srbsko-cirilično) ime je Жуч, živi 146 polnoletnih prebivalcev, pri čemer je njihova povprečna starost 44,9 let (42,2 pri moških in 47,4 pri ženskah). Naselje ima 69 gospodinjstev, pri čemer je povprečno število članov na gospodinjstvo 2,49.
To naselje je, glede na rezultate popisa iz leta 2002, večinoma srbsko, a v času zadnjih treh popisov je opazno zmanjšanje števila prebivalcev.
|  |

| Demografija | Demografija     | Demografija     |
| Leto        | Št. prebivalcev | Št. prebivalcev |
| ----------- | --------------- | --------------- |
|             |                 |                 |
|             |                 |                 |
|             |                 |                 |
|             |                 |                 |
| 1948        | 479             |                 |
| 1953        | 452             |                 |
| 1961        | 484             |                 |
| 1971        | 362             |                 |
| 1981        | 248             |                 |
| 1991        | 205             | 205             |
| 2002        | 178             | 172             |
|             |                 |                 |

| Etnična sestava po popisu iz leta 2002 | Etnična sestava po popisu iz leta 2002 | Etnična sestava po popisu iz leta 2002 | Etnična sestava po popisu iz leta 2002 | Etnična sestava po popisu iz leta 2002 |
| -------------------------------------- | -------------------------------------- | -------------------------------------- | -------------------------------------- | -------------------------------------- |
| Srbi                                   | Srbi                                   |                                        | 160                                    | 93,02%                                 |
| Hrvati                                 | Hrvati                                 |                                        | 1                                      | 0,58%                                  |
| Neznano                                | Neznano                                |                                        | 11                                     | 6,39%                                  |